# Reggiane Re.2003
 Reggiane Re.2003  byl italský dvoumístný průzkumný letoun, který vznikl úpravou jednomístného stíhacího letounu Reggiane Re.2000.

## Vznik
Roku 1941 vedla potřeba výkonnějšího a rychlejšího průzkumného letounu italské ministerstvo letectví k objednávce dvoumístného průzkumného letounu u firmy Reggiane. Do té doby vyráběné průzkumné letouny se v průběhu války staly pomalými a slabě vyzbrojenými. Proto bylo zapotřebí vyvinout stroj s výkonem odpovídajícím stíhacím letounům. Další funkcí letounu měla být schopnost bombardování cílů, u kterých hrozilo, že budou přesunuty, než dorazí bombardovací letectvo.
Aby se vývoj urychlil, převzala firma Reggiane jednomístný stíhací letoun Reggiane Re.2000 ze 3. série a upravila část trupu za pilotem, kde vytvořila druhou kabinu pro pozorovatele. Ta byla prosklená na boku trupu a její kryt měl zajistit dostatečný výhled i směrem dopředu. Do kabiny bylo možno nainstalovat fotografický přístroj pro svislé nebo panoramatické snímkování.
Letoun byl poháněn dvouhvězdicovým motorem Piaggio P-XI bis RC-40 o výkonu 1000 k. K výzbroji byly použity dva synchronizované kulomety Breda-SAFAT ráže 12,7 mm nad motorem s 400 náboji.

## Vývoj
První let provedl v červenci 1941 kapitán Agell a v listopadu byl stroj předán k vojenským zkouškám. Po úpravách zadní kabiny znovu vzlétl 20. března 1942 a po té byl oficiálně vyzkoušen na letišti Guidonia, kde dostal označení Re.2003.
Druhý prototyp byl doplněn dvěma pevnými kulomety Breda-SAFAT ráže 7,7 mm umístěnými v křídle s 600 náboji. Pod centroplán byly umístěny dva závěsy na pumy po 50 nebo 100 kg. Vzlétl 13. října 1942. Byl určen jako vzor pro sériovou výrobu, kterou si objednalo ministerstvo letectví již v prosinci roku 1941, v počtu 200 kusů. Z důvodů nedostatečného materiálu a potřeby produkce jednomístných stíhaček byla však tato objednávka zrušena. Vyrobeny byly tedy pouze dva prototypy.

## Specifikace

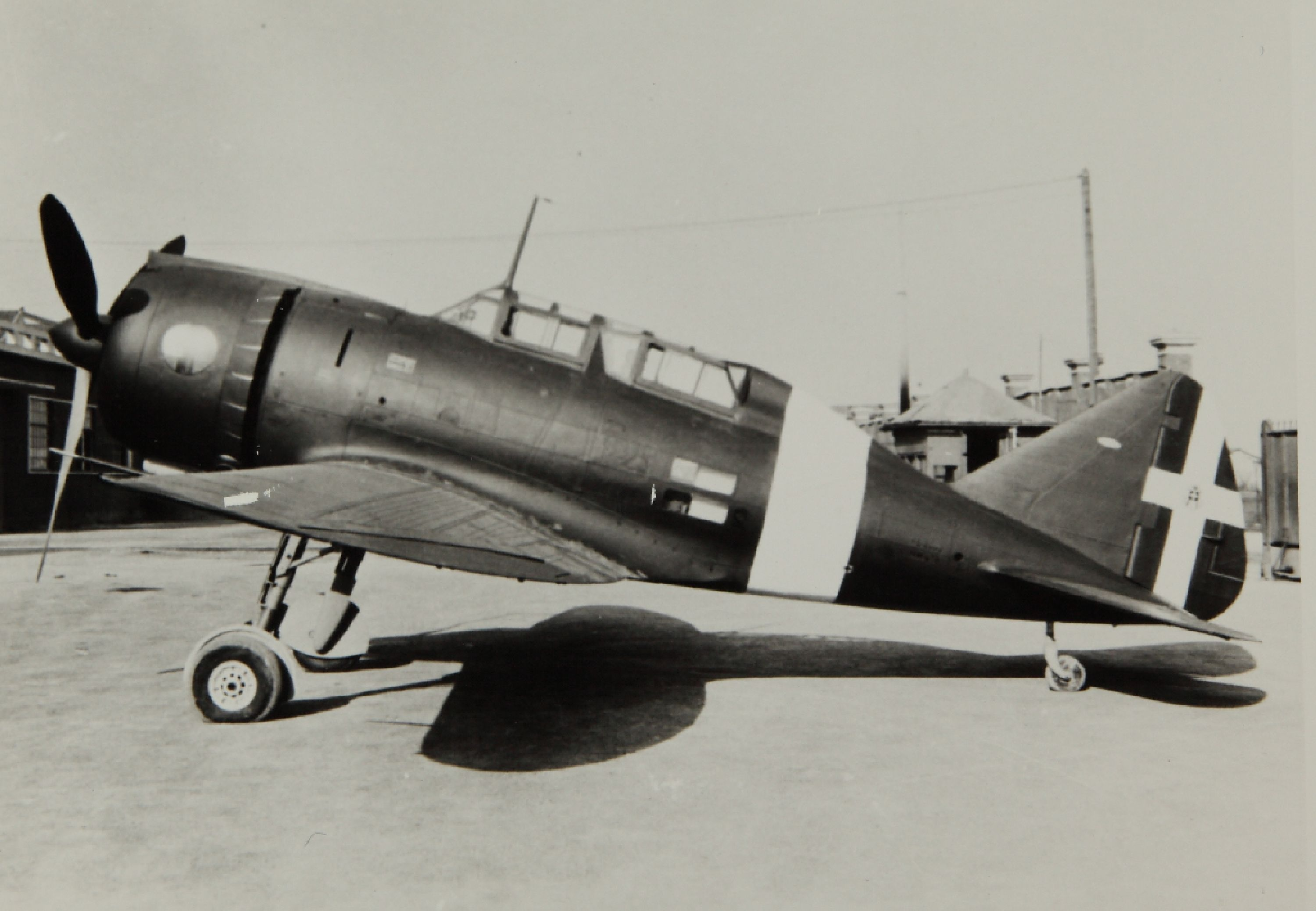
Reggiane Re.2003 San Diego Air Space Museum

Údaje dle

### Technické údaje
- Osádka: 2 (pilot a pozorovatel)
- Rozpětí: 11,00 m
- Délka: 8,08 m
- Výška: 3,20 m
- Nosná plocha: 20,40 m²
- Hmotnost prázdného letounu: 2 280 kg
- Vzletová hmotnost: 3 060 kg
- Pohonná jednotka: 1 × dvouhvězdicový motor Piaggio P.XIbis RC.40
- Výkon pohonné jednotky: 1 000 k

### Výkony
- Maximální rychlost v 5000 m: 510 km/h
- Výstup na 4000 m: 4,3 min.
- Výstup na 6000 m: 7 min.
- Dostup: 10500 m
- Vytrvalost s 350 kg paliva: 2,2 hod.

### Výzbroj
- 2 × synchronizovaný kulomet Breda-Safat ráže 12,7 mm